# Задельское (Закарпатская область)
Задельское (укр. Задільське) — село в Нижневоротской сельской общине Мукачевского района Закарпатской области Украины.
Население по переписи 2001 года составляло 415 человек. Почтовый индекс — 89130. Телефонный код — 3136. Занимает площадь 0,766 км². Код КОАТУУ — 2121584202.